# AZS Politechnika Opolska (piłka siatkowa)
 AZS Politechnika Opolska – polski męski klub siatkarski z Opola należący do KU AZS Politechniki Opolskiej i będący jego sekcją. Drużyna siatkarska powstała w 1966 roku, przy Wyższej Szkole Inżynierskiej (w 1996 uczelnia zmieniła nazwę na Politechnika Opolska). W obecnej formie istnieje od 1999 roku.
W sezonie 2011/2012 występował pod nazwą AZS Politechnika Opolska Cementownia Odra SA.

## Historia

### Chronologia nazw
- 2003: AZS Opole
- 2006: AZS Politechnika Opolska Cementownia Odra
- 2008: AZS Cementownia ODRA Opole
- 2009: AZS Politechnika Opolska Cementownia Odra
- 2010: AZS Politechnika Opolska Cementownia Odra SA

## Bilans sezon po sezonie
| Sezon                      | Miejsce |
| -------------------------- | ------- |
| 2003/2004 - I liga seria B | 9       |
| 2004/2005 - I liga seria B | 14      |
| 2005/2006 - II liga        | 6       |
| 2006/2007 - II liga        | 9       |
| 2007/2008 - III liga       | 1       |
| 2008/2009 - II liga        | 7       |
| 2009/2010 - II liga        | 8       |
| 2010/2011 - II liga        | 5       |
| 2011/2012 - II liga        | 8       |
| 2012/2013 - II liga        | 9       |
| 2013/2014 - II liga        | 4       |
| 2014/2015 - II liga        | 5       |

Poziom rozgrywek:
     pierwszy, najwyższy ogólnokrajowy
     drugi
     trzeci
     czwarty